# Kláštorská skala
Kláštorská skala o nadmořské výšce 1278,7 m je třetí nejvyšší vrchol v pohoří Vtáčnik. Nachází se v centrální, nejvyšší části pohoří nad obcí Kľak a pokrývá jej smíšený les.
Navazuje na masiv nejvyššího vrchu Vtáčnika a v podobě hřebene vede jihozápadním směremm k 1097 m vysokému Rúbanému vrchu.

## Poloha
Nachází se v centrální, nejvyšší části pohoří, v geomorfologickém podcelku Vysoký Vtáčnik. Vrchol leží na hranici Trenčínského a Banskobystrického kraje, na rozhraní okresů Prievidza a Žarnovica. Hřebenem prochází také hranice katastrálních území obcí Bystričany a Kľak. Vrcholem prochází značená Ponitrianská magistrála z Velkého Pole do sousedního Vtáčniku.

## Popis
Kláštorská skála, porostlá smíšeným lesem, navazuje na masiv nejvyššího vrcholu Vtáčnik a v podobě hřebene vede jihozápadním směrem na vrch Rúbané. Na severovýchodě sousedí s Vtáčnikem (1 346 m n. m.), na severu s vrchem Zraz (1 234 m n. m.), na západě s Krivou břízou (1 033 m n. m.), na jihozápadě v hlavním hřebeni leží vrch Mezi skalami (1 249 m n. m.) a na východě Černé blato (873 m n. m.). Jihovýchodní část kopce odvodňují Kláštorský a Megovský potok do řek Kľak a Hron. Voda ze severozápadních svahů odtéká prostřednictvím přítoků řeky Bystrice do řeky Nitry. Nejbližšími sídly jsou Kľak na jihu, Prochot na východě, Kamenec pod Vtáčnikom a Bystričany severozápadním směrem.

### Výhledy
Hustě zalesněný vrchol a hřeben značně omezují výhled. Zajímavý je však nedaleký skalní sráz, odkud je kruhový výhled. Odtud je vidět mnoho vrcholů pohoří, ale také okolní roviny. Za vhodných podmínek je možné pozorovat Strážovské vrchy, Považský Inovec, Pohronský Inovec, Štiavnické vrchy, Javorie, Poľanu, Kremnické vrchy a část Velké Fatry.

## Přístup
- Po  značce
  - Po hřebeni z Rúbaného vrchu
  - Po hřebeni z Vtáčnika
- Po  značce z Bystričian přes rozcestí Horní dom
- Po  značce z Kamence pod Vtáčnikom přes rozcestí Horní dom
- Po  značce z Kľaku přes Vtáčnik[2]